# Трёхцветный сине-красный цезио
Трёхцветный сине-красный цезио (лат. Pterocaesio tile) — вид морских пелагических лучепёрых рыб из семейства цезионовых (Caesionidae). Широко распространены в Индо-Тихоокеанской области. Максимальная длина тела 30 см.

## Описание
Тело удлинённое, веретенообразное, несколько сжато с боков. Два постмаксиллярных выступа. Рот маленький, конечный, выдвижной. Мелкие конические зубы на обеих челюстях, сошнике и нёбе. В спинном плавнике 11—13 (редко 10) колючих и 19—22 мягких лучей. В анальном плавнике 3 колючих и 13 мягких лучей. Спинной и анальный плавники покрыты чешуёй. Колючая часть спинного плавника покрыта чешуёй на половину её наибольшей высоты. В грудных плавниках 22—24 мягких луча. Хвостовой плавник раздвоен. В боковой линии 69—76 чешуй.

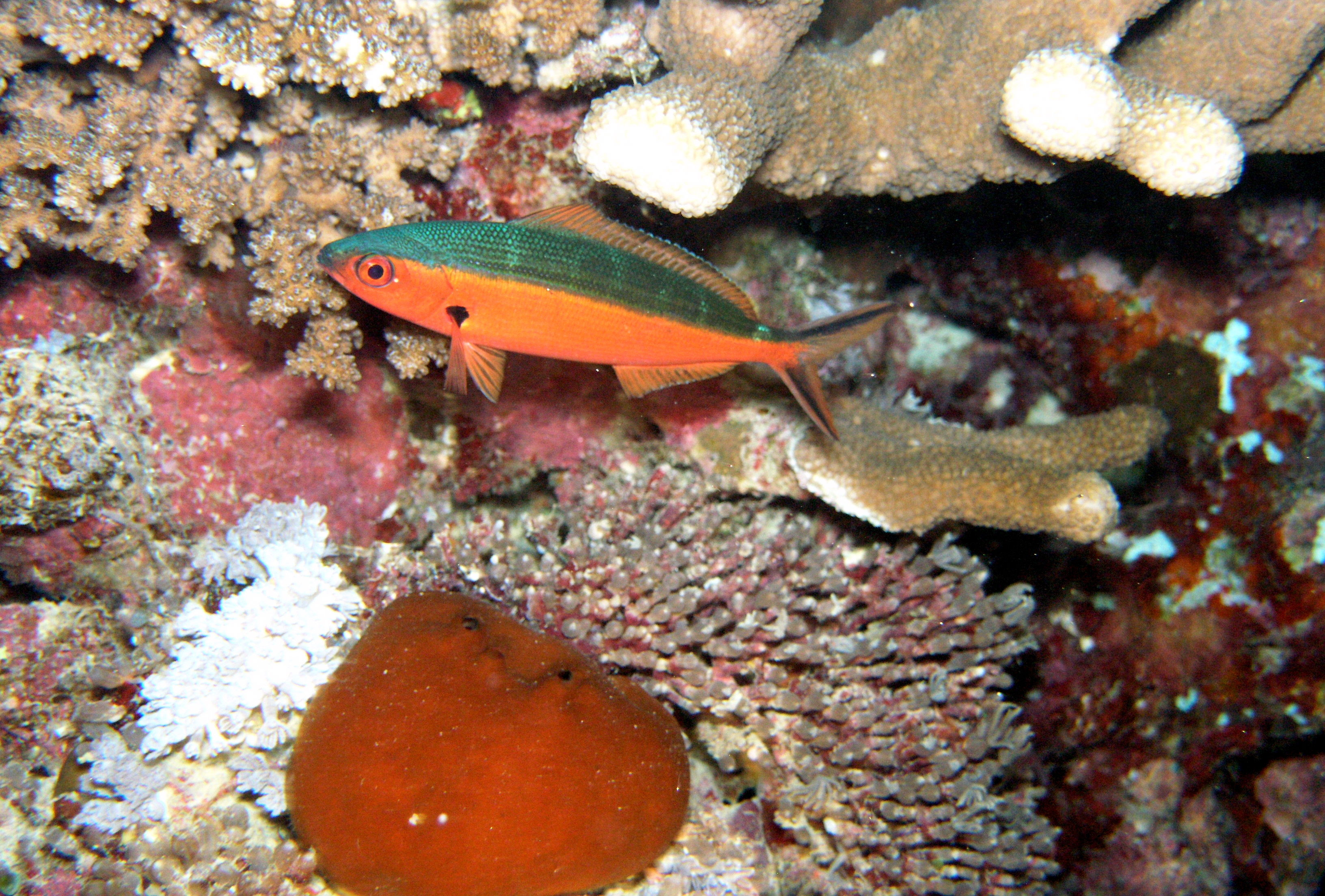

Чешуйки выше боковой линии с голубовато-зелёной центральной частью и чёрными краями, что создаёт видимость клетчатого узора. По боковой линии проходит чёрная полоса шириной в один ряд чешуек (на хвостовом стебле эта полоса идёт выше боковой линии). Под чёрной полосой располагается блестящая светло-голубая зона, обычно занимающая среднюю треть тела, но иногда зона ограничена передней частью тела, а иногда вообще отсутствует. Нижняя часть тела белого и розоватого цвета. Грудные, брюшные и анальный плавники от белого до розоватого цвета. пазуха и верхняя часть основания грудных плавников чёрная. Спинной плавник от светло-голубовато-зелёного до розоватого цвета. На каждой лопасти хвостового плавника проходит чёрная полоса; верхняя полоса продолжается до латеральной полосы.
Максимальная длина тела 30 см, обычно до 21 см.

## Биология
Морские пелагические рыбы. Обитают у коралловых рифов на глубине от одного до 60 м; образуют большие скопления, часто совместно с другими видами цезионовых. Питаются зоопланктоном в толще воды.

## Распространение
Широко распространены в тропических и субтропических водах Индо-Тихоокеанской области от восточного побережья Африки и Маврикия (отсутствуют в Персидском заливе и Красном море) до Туамоту; на север до юга Японии и на юг до Австралии.